# Милс (окръг, Айова)
Окръг Милс (на английски: Mills County) е окръг в щата Айова, Съединени американски щати. Площта му е 1140 km², а населението - 14 547 души (2000). Административен център е град Гленуд.